# Commandaria
Commandaria (imenovana tudi Commanderia in Coumadarka; grško: κουμανδαρία, κουμανταρία in ciprsko grško κουμανταρκά ) je sladko desertno vino jantarne barve, pridelano v regiji Commandaria na Cipru ob vznožju gorovja Troödos. Commandaria je vino narejeno iz na soncu sušenega grozdja sort Xynisteri in Mavro. Čeprav je desertno vino, s svojo proizvodno metodo pogosto doseže visoke stopnje alkohola, okoli 15 %, že pred alkoholizacijo. Predstavlja starodavni vinski slog, dokumentiran na Cipru do leta 800 pr. n. št. in se odlikuje po tem, da je najstarejše poimenovano vino na svetu, ki se še proizvaja, z imenom Commandaria, ki izvira iz križarskih vojn v 12. stoletju.

## Zgodovina
Vino ima dolgo zgodovino, ki naj bi segala v čas starih Grkov, kjer je bilo priljubljena pijača na festivalih. Vino iz sušenega grozdja s Cipra je leta 800 pr. n. št. prvič opisal grški pesnik Heziod, kasneje pa je bilo znano kot Cypriot Manna.
Med križarskimi vojnami so Commandario v 12. stoletju postregli na poroki kralja Riharda I. Levjesrčnega z Berengario Navarsko v mestu Limassol; med poroko je kralj Richard Commandario razglasil za »vino kraljev in kralja vin«. Proti koncu stoletja je otok prodal vitezom templjarjem, ti pa so ga nato prodali Guyu de Lusignanu, vendar so zase obdržali veliko fevdalno posest v Kolossiju blizu Limasola. To posestvo so imenovali »La Grande Commanderie«. Beseda Commanderie se je nanašala na vojaško poveljstvo, medtem ko ga je Grande pomagal razlikovati od dveh manjših takih poveljniških mest na otoku, enega blizu Pafosa (Phoenix) in drugega blizu Kirenije (Templos). To območje pod nadzorom vitezov templjarjev (in nato vitezov hospitalcev) je postalo znano kot Commandaria. Ko so vitezi začeli proizvajati velike količine vina za izvoz na evropske kraljeve dvore in za oskrbo romarjev na poti v Sveto deželo, je vino prevzelo ime regije. Tako se odlikuje po tem, da je najstarejše imenovano vino na svetu, ki se še proizvaja. 
Čeprav se danes proizvaja in trži pod imenom Commandaria, so ga v preteklosti omenjali z več podobnimi imeni in črkovanji. Leta 1863 Thomas George Shaw v svoji knjigi Wine, the vine, and the cellar to vino označuje kot Commanderi, medtem ko ga leta 1879 Samuel Baker omenja kot Commanderia. Leta 1833 Cyrus Redding v svoji knjigi Zgodovina in opis sodobnih vin omenja vino Commandery.
Legenda pravi, da je v 13. stoletju Francoz Filip Avgust priredil prvo tekmovanje v degustaciji vin. Dogodek, imenovan Bitka vin (fr. La Bataille des Vins), je bil zapisan v znameniti francoski pesmi, ki jo je leta 1224 napisal Henry d'Andeli. Na tekmovanju, ki je vključevalo vina iz vse Evrope in Francije, je zmagalo sladko vino s Cipra, za katerega se verjame, da je bilo Commandaria. Sama regija Commandery je leta 1307 po zatrtju vitezov templjarjev padla pod nadzor Filipa IV. Francoskega.
Druga legenda pravi, da je osmanski sultan Selim II. vdrl na otok samo zato, da bi pridobil Commandario; tudi, da je bilo grozdje, uporabljeno za izdelavo tega vina, isto grozdje, izvoženo na Portugalsko, ki je sčasoma postalo znano kot vir portovca.

## Proizvodnja
Commandaria je vino narejeno izključno iz dveh vrst avtohtonega ciprskega grozdja: Xynisteri in Mavro. Grozdje pustijo na trti, da prezori in ko vsebnost sladkorja doseže sprejemljive vrednosti (ki ustreza visoki teži mošta), ga potrgajo. Natančneje, Xynisteri se pobira pri približno 12 stopinjah Bauméja (°Bé), Mavro pa pri 15–16 °Bé. Grozdje se nato položi na sonce, da se z izhlapevanjem dodatno poveča gostota sladkorja. Ko masa mošta doseže 19 do 23 °Bé, se sok ekstrahira s temeljitim drobljenjem in stiskanjem. Fermentacija poteka v rezervoarjih in se bo ustavila po naravni poti zaradi visoke ravni alkohola, dosežene pri približno 15 %. Zgornji postopek mora potekati v mejah 14 določenih vasi, ki ležijo v regiji Commandaria (glej spodaj). Commandaria se po zakonu stara najmanj dve leti v hrastovih sodih, vendar se to lahko izvaja zunaj zgoraj določenega območja na Cipru pod strogim nadzorom in pod pogoji, določenimi v ciprski zakonodaji.
Ko je fermentacija končana, se lahko pri najmanj 10-odstotni vsebnosti alkohola (ki je pogosto presežena) poveča alkoholni delež Commandarie z dodatkom čistega 95-odstotnega grozdnega alkohola ali vinskega destilata z najmanj 70-odstotnim deležem alkohola z najmanj 15% alkohola. Vendar pa po tem dodatku dejanska vsebnost alkohola v vinu ne sme preseči 20 %, skupni potencialni alkohol (vključno z vsebnostjo sladkorja) pa mora biti najmanj 22,5 %. Tako je Commandaria lahko alkoholizirano vino, vendar alkoholiziranje ni obvezno.
Izvor proizvodne metode ni dokončen. Heziod v svoji pesmi Dela in dnevi, napisani v 7. stoletju pred našim štetjem, piše:
 »Ne pozabite naslednjega dozorelega grozdja za polaganje, Deset noči v zraku, niti ga ne vzemite čez dan; Še pet se jih spomni, e're vino je narejeno, Da pustimo ležati, da se zmehčajo v senci; in v šesti se živahno zaposli, da vložiš v sod Darilo Bacchusa, Gospoda veselja.«
Plinij starejši opisuje podobne metode, ki so jih uporabljali Grki za pridelavo sladkih vin,
Grozdje pustimo na trti, da se posuši na soncu ... Naredi se tako, da se grozdje posuši na soncu in se nato za sedem dni postavi v zaprt prostor na ovire, približno sedem metrov od tal, pri čemer je treba paziti, da zaščitite jih ponoči pred roso: osmi dan jih poteptajo: ta metoda, pravijo, proizvaja pijačo izvrstne cvetice in okusa. Med sladka vina spada tudi žgana pijača, znana kot melititis.« 
Samuel Baker v svojem zapisu opisuje proizvodnjo leta 1879:
 »... grozdje commanderia se nabere in razprostre po ravnih, z blatom ometanih strehah domačih hiš, in je izpostavljeno več dni, dokler se ne pokažejo znaki zmečkanosti v lupini in se peclji delno posušijo: nato jih stisnejo ……«
Trdi, da je bil razvoj te metode bolj posledica nuje kot izbire..…
 »Nekateri popotniki so si predstavljali, da se grozdje pred stiskanjem namenoma posuši; po drugi strani pa so mi prebivalci zagotovili, da je njihov edini razlog za kopičenje in izpostavljanje pridelka na hišnih strehah nevarnost, da ga zapustijo. da dozori v vinogradu. Nobena parcela ni ograjena in še preden je grozdje dovolj zrelo za stiskanje, ga na veliko pokradejo ali uničijo govedo, koze, mule in vsaka potepuška žival, ki se privabi na polja…. »
Commandario so proizvajale velike vinske industrije (KEO, ETKO, LOEL in SODAP) in nekaj majhnih lokalnih pridelovalcev v coni imena Commandaria. Dandanes več drugih sodobnih kleti proizvaja visokokakovostno Commandario (Oenou Yi, Tsiakas, Kyperounda itd.).
Podatki, ki jih je zapisal Samuel Baker v svoji knjigi Cyprus – How I See it in 1879, razkrivajo, da je imel Ciper v poznem 19. stoletju letno proizvodnjo približno 300.000 okov, kar ustreza približno 385.000 litrom (podatki odražajo samo proizvodnjo s plačanimi dajatvami). Od tega je Ciper izvozil 180.103 okov iz pristanišča Limassol, od tega je velika večina šla v Avstrijo (155.000 okov v vrednosti 2075 GBP).
Uradni podatki, ki jih je objavila ciprska Komisija za vinsko trto, kažejo, da obstaja splošni trend naraščanja proizvedenih količin. Velik del proizvodnje Commandaria je še vedno namenjen izvozu.

## Preverjanje pristnosti
Trenutno ima Commandaria zaščiteno označbo porekla (ZOP) v Evropski uniji, Združenih državah in Kanadi. Po ciprski zakonodaji, sprejeti 2. marca 1990, se proizvaja le v zbirki 14 sosednjih vasi: Agios Georgios, Agios Konstantinos, Agios Mamas, Agios Pavlos, Apsiou, Gerasa, Doros, Zoopigi, Kalo Chorio, Kapilio, Laneia, Louvaras , Monagri in Silikou. Določeno območje je prevzelo ime Regija Commandaria in leži na južnih pobočjih gorovja Troödos na nadmorski višini 500–900 m v okrožju Limassol. Dovoljeno je samo grozdje iz vinogradov, ki so bili zasajeni najmanj 4 leta. Negovanje vinske trte mora potekati po metodi čaš, zalivanje pa je prepovedano. Trgatev se lahko začne šele po odobritvi ciprske komisije za vinske trte na podlagi povprečne vsebnosti sladkorja v grozdju. Grozdje Xinisteri mora pokazati vsebnost sladkorja 212 g/L, medtem ko se lahko grozdje Mavro kvalificira le z odčitkom 258 g/L in več. Koncentracijo sladkorja nato zvišamo tako, da grozdje postavimo na sonce, običajno 7–10 dni, do strogega okna od 390 do 450 g/L.
Februarja 2006 je Ciprsko združenje za vinske izdelke izbralo uradni kozarec za vino Commandaria, ki ga je izdelal Riedel, avstrijsko podjetje za steklo za vino.